# Groep Kees
Groep Kees was een Nederlandse verzetsgroep uit de Tweede Wereldoorlog. De militaire spionagegroep was actief van 1943 tot 1945.
De Groep Kees kwam voort uit Groep E, in 1942 opgericht door Kees Dutilh en Leen Pot. Via de Zwitserse Weg onderhield de groep contacten met de militaire attaché in Bern. Ook maakte de groep gebruik van zenders om contact met de regering in Londen te onderhouden. De inhoud van deze berichten was meestal niet militair, doch verstrekte inlichtingen en verzocht om voedseldroppings.
De groep werd geïnfiltreerd door Anton van der Waals, waarop Dutilh op 10 maart 1943 werd gearresteerd. 
De groep bleef echter actief, de vijfde en laatste leider was F.K.T. Beukema toe Water, hij werd bijgestaan door codiste Eveline van Lennep (schuilnaam Nellie Hoekstra).
Berichten van de groep werden ook regelmatig verzonden door Louis d'Aulnis. Zo verzond d'Aulnis ook op 23 maart 1945 op verzoek van de groep het bericht over de SS, die zich in en om Huis Zuylenstein bevond, waarna het huis 25 en 26 maart door twaalf jachtvliegtuigen werd gebombardeerd. SS-commandant Martin Kohlroser stond aan het hoofd van de 34ste SS Grenadier Divisie 'Landstorm Nederland', maar was afwezig. Alleen enkele kaarten werden vernietigd, en het huis.
De 33-jarige Gerrit Kastein werkte voor CS-6 maar had ook contacten met Groep Kees en met Van der Waals. Toen Kastein hem vertelde dat hij een aantal aanslagen op Duitsers wilde plegen, kreeg hij het pistool van Van der Waals te leen. Zo won Van der Waals het vertrouwen van Kastein en kon hij hem verder uithoren. Op 19 februari 1943 werd Kastein in Delft opgepakt. Op het Binnenhof werd hij verhoord. Tijdens het verhoor sprong hij uit het raam en was op slag dood.